# Озерце біленьке
Озерце біленьке — гідрологічний заказник місцевого значення. Об'єкт розташований на території Черкаського району Черкаської області, квартал 19, виділ 11 Чигиринського лісництва.
Площа — 0,05 га, статус отриманий у 2002 році.